# Pomellato
Pomellato è un'azienda orafa italiana fondata da Pino Rabolini nel 1967, fra i primi cinque produttori europei di gioielli in termini di fatturato.

## Storia
Pomellato esordisce nel 1967 introducendo il concetto di gioielli prêt-à-porter. L'azienda si caratterizza negli anni '90 per l'utilizzo delle “pietre di colore”.
Da ottobre 2009 Andrea Morante è il nuovo Amministratore Delegato del Gruppo e azionista di minoranza della RA.MO, la Holding della famiglia Rabolini che controlla i marchi Pomellato e Dodo.
Nell'aprile 2013 l'azienda diventa controllata dalla holding Kering, che conferma come amministratore delegato Andrea Morante.
A dicembre 2015 Sabina Belli è stata nominata nuova amministratrice delegata.

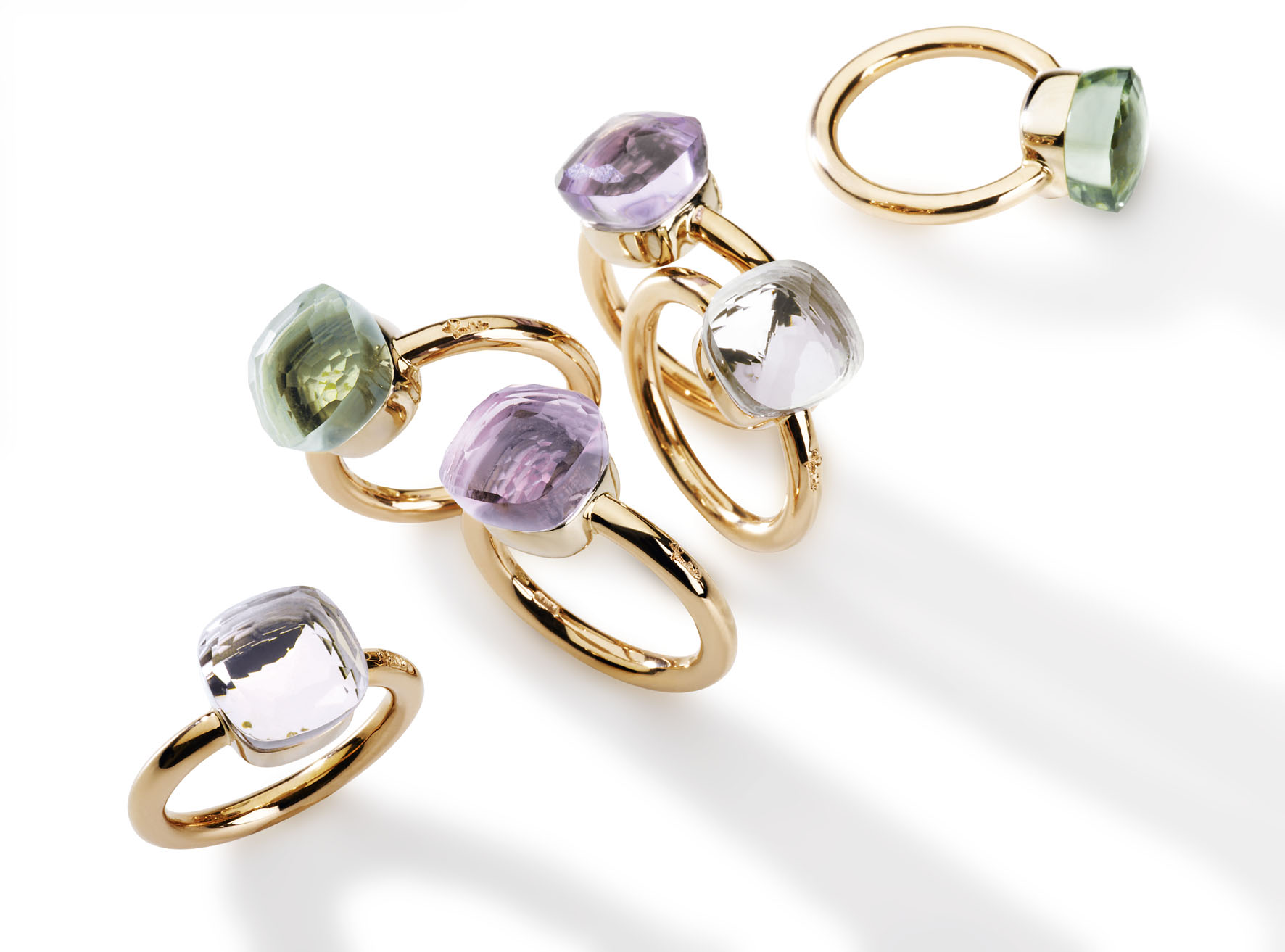
Anelli Nudo

## Collezioni
Nudo, Fantina, Iconica, Capri, Sabbia, M'Ama Non M'Ama, Victoria, Tango.

## L'espansione internazionale

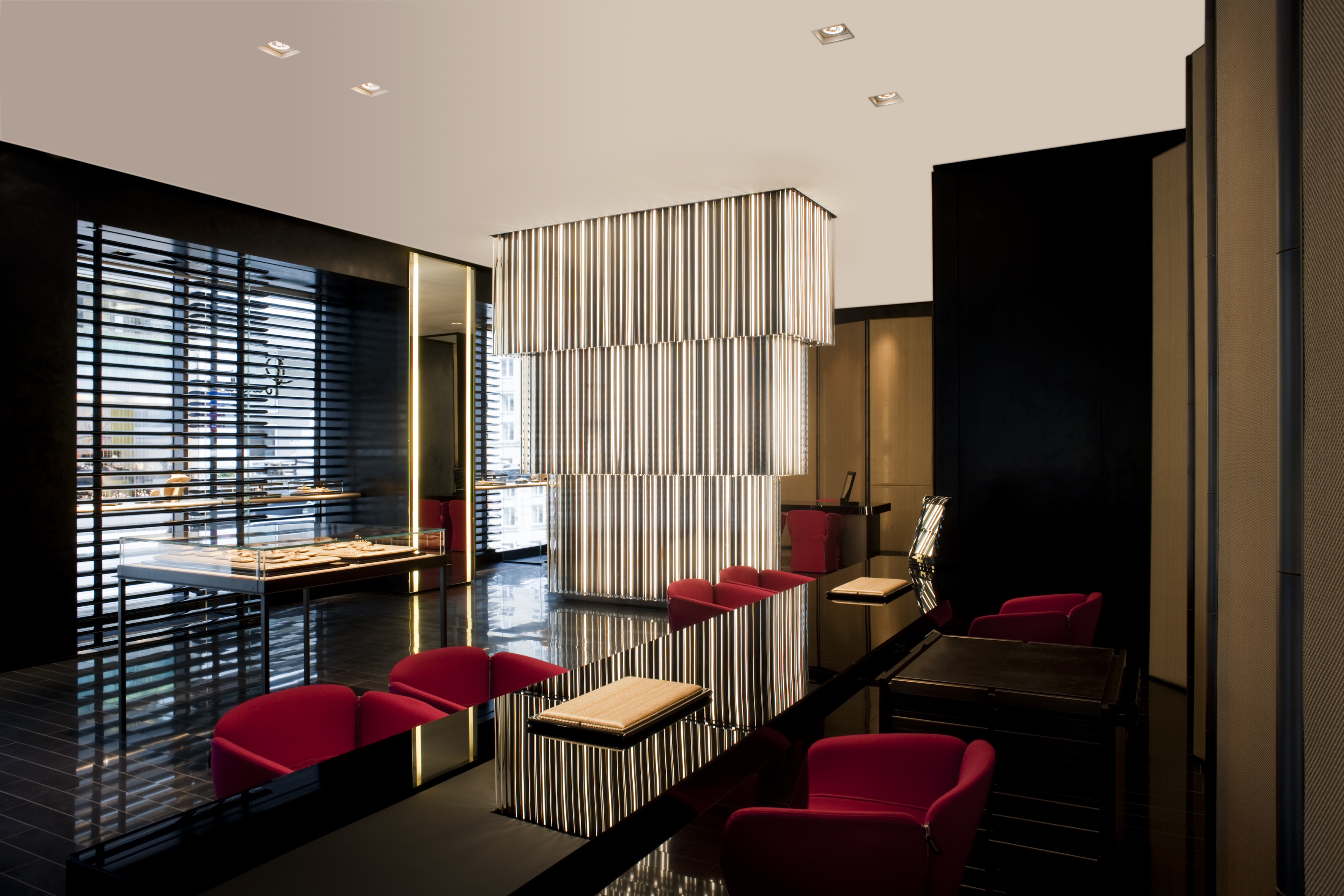
Boutique Pomellato

Pomellato ha più di trenta boutique nel mondo, situate a Milano, Parigi, Madrid, Capri, Montecarlo, Taipei, Venezia, Roma, Singapore, Mosca, Düsseldorf, Verona, Firenze, Anversa, Dubai, New York, Torino, Kuwait, Londra, Miami, Monaco di Baviera, Jedda, Amburgo, Chicago, Pechino, Tokyo, Beirut e Zurigo.

## Dodo
Nel 1995 Pomellato lancia un secondo brand, Dodo, con il quale instaura una collaborazione con WWF Italia. Dal 2002 Dodo è diventato un marchio autonomo, con una propria struttura di vendita. Il marchio è stato venduto a Kering (ex PPR) nell'aprile 2013.

## Comunicazione
Le campagne anni '60 vengono affidate a Franco Scheichenbauer. Dal 1971 risale la collaborazione con il maestro della fotografia in bianco e nero, Gian Paolo Barbieri. Per le campagne dal 1982 al 1984 Pomellato si affida al fotografo Helmut Newton. Dal 1988 al 1989 ritorna Gian Paolo Barbieri, autore non solo delle campagne di advertising classico ma anche di progetti di più ampio respiro come il libro Le mappe del desiderio del 1989, e il più recente Innatural del 2004 in cui i gioielli sono fotografati immersi in atmosfere tropicali.
Gli anni '90 vedono l'avvicendamento dei fotografi Alistair Taylor Young, Lord Snowdon e Javier Vallhonrat. Nel 2001 Pomellato abbandona la fotografia in bianco e nero e sceglie il colore attraverso la firma di Michel Comte. Dopo Paolo Roversi, autore della campagna 2010, il 2011 vede il ritorno di Javier Vallhonrat che ritrae la testimonial di Pomellato, Tilda Swinton, nella campagna della griffe. Da febbraio 2015 Salma Hayek è la testimonial della firma, e dal 2018 lo è anche Chiara Ferragni.